# Paul Kipkemboi Ngeny
Paul Kipkemboi Ngeny (* 1980) ist ein kenianischer Marathonläufer.
2007 gewann er den Florenz-Marathon, und 2008 wurde er Fünfter beim Prag-Marathon und Dritter in Florenz.
Paul Kipkemboi Ngeny verbringt einen Teil des Jahres in Colombaro bei Brescia, wo er von Claudio Berardelli trainiert wird.

## Persönliche Bestzeiten
- Halbmarathon: 1:01:44 h, 1. April 2002, Prato
- Marathon: 2:12:50 h, 25. November 2007, Florenz